# Ersilio Ambrogi
Ersilio Ambrogi (Castagneto Carducci, 16 marzo 1883 – Venturina Terme, 11 aprile 1964) è stato un politico italiano, comunista, attivo anche in Unione Sovietica.

## Biografia
Di famiglia benestante, conseguì la laurea in Legge ed esercitò la professione di avvocato. Iscritto al Partito Socialista dal 1901, durante la prima guerra mondiale fu arrestato per attività antimilitarista e nel 1919 fu eletto deputato nella Circoscrizione Livorno-Pisa.
Eletto sindaco di Cecina nel 1920, nel gennaio del 1921 aderì al Partito Comunista d'Italia (PCd'I). Nello stesso anno fu accusato di aver causato la morte di un fascista che aveva partecipato all'assalto del Palazzo comunale. Per questo episodio nel 1924 fu condannato a 21 anni di carcere, ma fu messo in libertà in quanto membro del parlamento e ne approfittò per lasciare l'Italia, assumendo a Berlino la carica di rappresentante del PCd'I presso la KPD.
Nel 1924 si trasferì a Mosca, dove rappresentò la sinistra del PCd'I nel Komintern e, contemporaneamente, occupò un'importante posizione nella GPU (poi nell'NKVD). Con altri italiani (tra cui Virgilio Verdaro e Arnaldo Silva) costituì la Frazione di sinistra del PCR(b), iniziativa che ne provocò l'espulsione dal partito nel 1929.
Dal 1930 al 1932 svolse a Berlino attività per il Komintern, collaborando anche con la Frazione di sinistra del PCd'I, con la quale ruppe i rapporti al suo rientro in URSS nel 1934. Durante la permanenza in Unione Sovietica collaborò attivamente con la polizia segreta fascista. Temendo di essere scoperto, chiese all’ambasciata italiana di poter lasciare l’URSS sottolineando che “la sua intenzione era […] quella di dedicare il resto della sua vita a un’accanita lotta contro l’Internazionale comunista, e per questo propose di essere aiutato nella creazione di una rivista che potesse servire a questo scopo negli ambienti dell’emigrazione italiana”. Le autorità fasciste agevolarono quindi la partenza di Ambrogi dall’Unione Sovietica, consentendogli di raggiungere il Belgio e di stabilirsi a Bruxelles, dove continuò il ruolo di informatore per il governo italiano. Nel 1940, durante l'occupazione tedesca del Belgio, scrisse alcuni articoli apologetici della politica sociale fascista, che tuttavia non impedirono il suo trasferimento in Italia, dove pendeva la condanna in contumacia.
Nel 1942 fu sottoposto a Padova ad un nuovo processo, nel corso del quale dichiarò i suoi sentimenti antifascisti. Fu condannato al confino e poi deportato in Germania. Al suo rientro in Italia, nel maggio del 1945, riprese la professione di avvocato. Dal 1956 fino alla morte fu iscritto al Partito Comunista Italiano.
Ricoprì la carica di sindaco del comune di Cecina.